# La Rua

El poble de la Rua, respecte del terme d'Abella de la Conca

La Rua era un poble del terme municipal d'Abella de la Conca, al Pallars Jussà.
Està format per una renglera de cases agrupades seguint el marge superior d'una cinglera, amb algunes cases aïllades, però properes, situades a peu del camí que mena al poble, com lo Notari i lo Perot, o d'altres més distants, com Cal Curt o Can Miquel de la Borda.

## Etimologia
Segons Coromines “la Rua” procedeix d'un mot mossàrab (no àrab, però sí amb influències àrabs) que, des del seu significat original (“arruga”) esdevé un terme per a designar “carrer”, “rengle”, “cornisa d'una roca”, etcètera (és també l'origen de la paraula francesa “rue” - “carrer”-). En aquest sentit, i coneixent el poble de la Rua, el topònim esdevé descriptiu. Té el mateix origen el proper lloc de “Pera-rua” i el llunyà de “Coma-ruga”.

## Descripció geogràfica
Pertany a la vall del riu Rialb i, geogràficament, a la mateixa unitat que Bóixols; ara bé, al llarg dels segles apareix sempre depenent directament d'Abella: quan eren termes separats, havia pertanyut al d'Abella de la Conca, i no pas al de Bóixols. Al mateix temps, aquest poblet és l'enllaç amb la Noguera a través de la vall del Rialb, que traça el terme de la Baronia de Rialb.

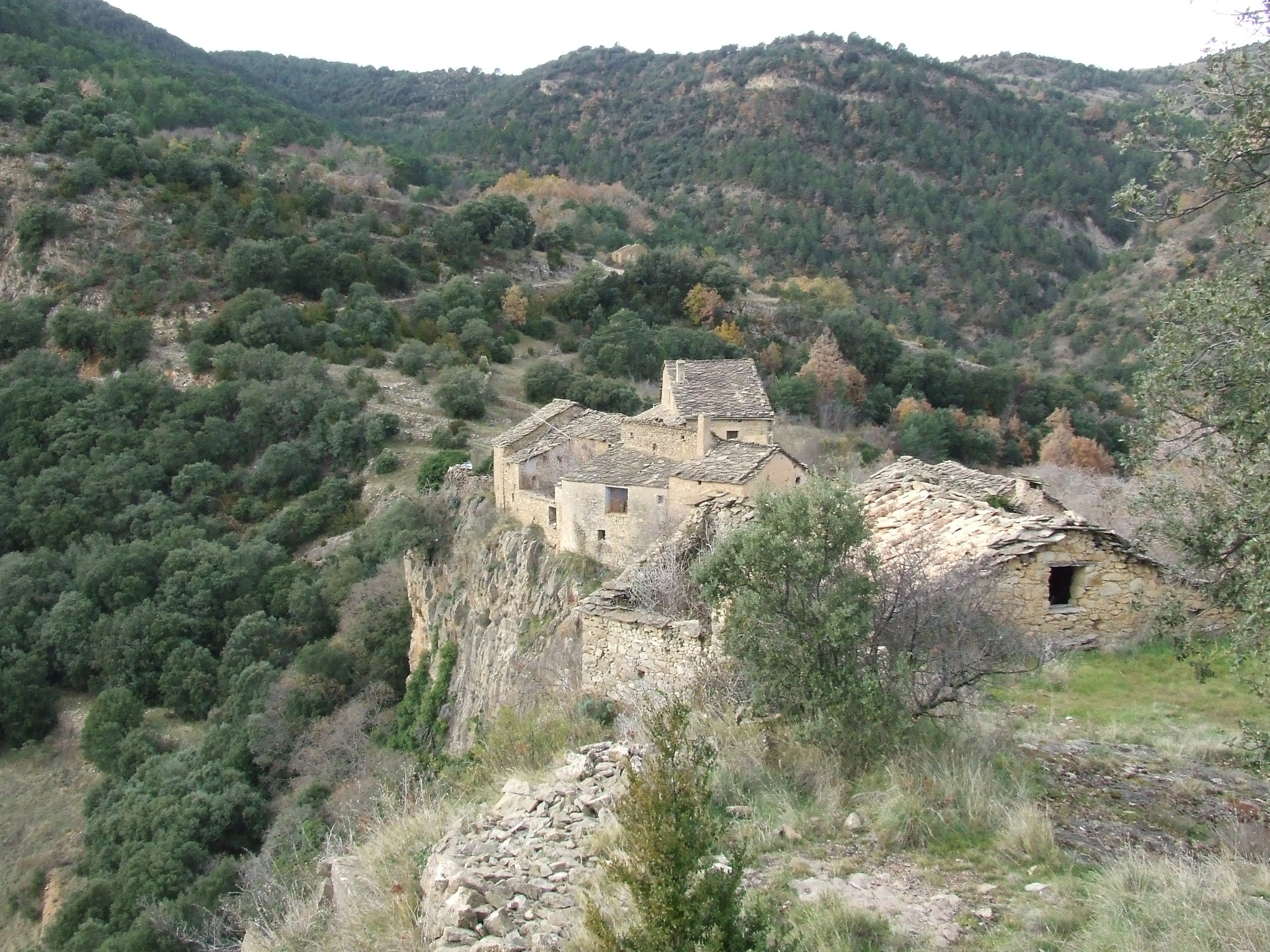
El poble, des de dalt de la roca que el corona, a llevant

És aturonat a la Roca de la Rua, a 1.109 m d'altitud, i està compost per unes poques cases, entre les quals destaca el Ferraç, a més de les ja esmentades de lo Notari i lo Perot. Antigament, però, hi havia prou cases habitades per tenir escola pròpia. Al capdamunt del turó hi ha restes del que fou el castell de la Rua, actualment del tot enrunat.
La Rua centra un petit territori que contrasta amb la major part de la resta del terme municipal d'Abella de la Conca. Juntament amb Faidella i Bóixols i el seu territori, pertanyen a la conca fluvial del Segre, a través del Rialb, mentre que la resta del terme pertany a la conca de la Noguera Pallaresa, a través de les valls del riu d'Abella i del riu de Carreu.
Els límits de la vall de la Rua són a migdia l'Estadella i la Rocablanca, a ponent la Serra de les Carboneres i el Coll d'Espina, al nord el Tossal de Moreu i la meitat oriental de la Sadella, amb l'Obaga de la Borda, i a llevant el Rialb. A l'interior d'aquest perímetre, vertebrat per la Rasa del Coll d'Espina i els seus barrancs afluents, es troben territoris prou extensos i definits, com els paratges de Rocablanca, els Trossos de la Rua, lo Coll d'Espina, extenses solanes, com les Solanes, la Solana del Mig, el Solà del Perot i les Solanes de Cal Negre, i amples obagues, com l'Obac del Xut i la ja esmentada Obaga de la Borda.
Solquen aquest territori el Camí de la Rua, el de Can Miquel de la Borda i el del Riu i, tot i el seu caràcter muntanyós, s'hi obren alguns espais que acullen els espais agrícoles de la vall: a part dels Trossos de la Rua, ja esmentats, hi ha els Camps de Can Miquel, prop de la masia de Can Miquel de la Borda, els Camps de la Rua, prop de Cal Curt, el Planell i lo Tros Gran, ja a prop de lo Notari i del poble de la Rua. A migdia del poble, en la zona orogràficament més esquerpa, hi ha els llocs de los Picalts i els Sots de la Rua.

### Masies de la Rua
- Cal Curt
- Cal Farràs
- Can Miquel de la Borda
- Lo Notari
- Lo Perot.

## Història
Es tenen notícies de la Rua des del 997.
El 1900 es comptabilitzen a la Rua 38 habitants, amb 13 cases habitades. En l'actualitat al poble no hi ha cap habitant permanent, si bé en les poques cases que romanen habitables fins ben recentment es comptaven 17 persones.
Té església pròpia, sufragània de la de Bóixols: és l'església romànica de Sant Antoni, de vegades esmentada per error sota l'advocació de la Santíssima Trinitat.
Durant la Guerra Civil Espanyola va ser greument afectat per bombardejos aeris. A causa dels desperfectes provocats per aquest conflicte, a l'acabar la guerra va començar a despoblar-se, almenys el nucli de població principal, que està aturonat.